# Georg Buschner
Georg Buschner (Gera, 26 december 1925 – Jena, 12 februari 2007) was een Oost-Duits voetballer en trainer.

## Carrière als speler
Georg Buschner speelde tijdens zijn jeugd van 1935 tot en met 1952 bij 1. SV Gera. Hij speelde 84 officiële wedstrijden en scoorde daarin 12 keer. Na de Tweede Wereldoorlog studeerde Buschner geschiedenis, pedagogiek en sportwetenschappen.
Van 1952 tot en met 1958 speelde Buschner voor SC Motor Jena, dat tegenwoordig FC Carl Zeiss Jena heet. Hij speelde 69 wedstrijden waarin hij niet gescoord heeft. Op 6 juli speelde hij zijn laatste wedstrijd in de DDR-Oberliga.
Voor het voetbalelftal van de DDR speelde Buschner tussen 1954 and 1957 zes interlands. Hij scoorde geen doelpunten. Later, tussen 1970 en 1981, coachte hij het elftal zelf.

## Carrière als coach
Zes weken nadat Georg Buschner afscheid had genomen als speler van FC Carl Zeiss Jena, zat hij alweer op de bank bij het team, maar nu als coach en opvolger van Heinz Pönert. Zijn eerste wedstrijd als coach was op 17 augustus 1958 tegen SC Chemie Halle.
In 1963 werd Buschner met FC Carl Zeiss Jena kampioen van de DDR-Oberliga. Later werd hij in 1968 en 1970 weer kampioen. In het seizoen 1969-1970 werd de 29-jarige assistent-trainer Hans Meyer aangenomen. Hij volgde het volgende seizoen Buschner op als coach.

## Bondscoach van de DDR

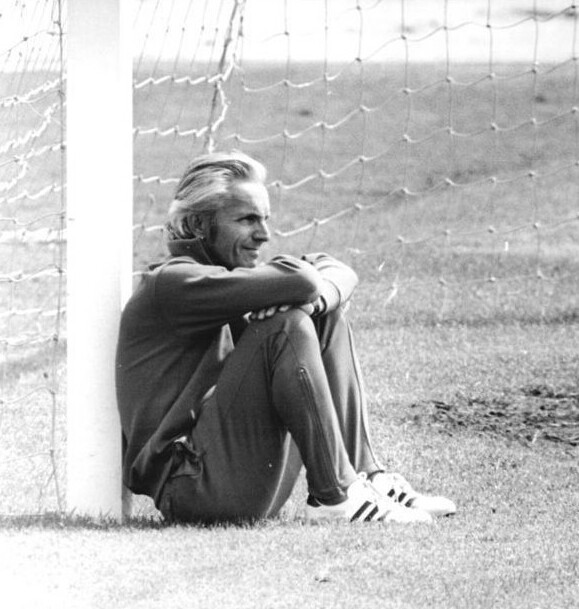
Georg Buschner (1974)

In 1970 werd Buschner na veel moeite coach van het Oost-Duitse voetbalelftal. Hij trad aan als opvolger van Harald Seeger en coachte het team 113 interlandwedstrijden, waarvan er 59 gewonnen werden, er 31 keer gelijkgespeeld is en 23 keer verloren werd.
In 1972 werd het elftal derde op de Olympische Zomerspelen in München. Vier jaar later werden ze eerste bij de Olympische Zomerspelen in Montreal.
Het grootste succes boekte Georg Buschner op het WK 1974 in West-Duitsland. Het Oost-Duitse voetbalelftal won toen met 1-0 van WK-gastheer West-Duitsland. Na een weinig succesvolle periode en een gemiste kwalificatie aan het WK van 1982, is Buschner opgestapt als coach van het Oost-Duitse voetbalelftal.
In zijn laatste levensjaren reisde Georg Buschner veel door de wereld. Hij kwam onder andere in Gran Canaria en Egypte.
Georg Buschner overleed op 12 februari 2007 aan de gevolgen van prostaatkanker. Hij werd 82 jaar. Bij zijn begrafenis op 16 februari 2007 in Jena waren enkele voetbalgrootheden aanwezig, onder wie zijn opvolger Hans Meyer en oud-spelers van het door Buschner geleide elftal.